# Виторио Ђардино
Виторио Ђардино (итал. Vittorio Giardino; 24. децембар 1946) италијански је стрипописац.

## Биографија
Рођен је у Болоњи, где је 1969. дипломирао електротехнику. У тридесетој години живота одлучио је да напусти свој посао и посвети се стрипу. Две године касније његова прва кратка прича Pax Romana објављена је у недељнику La Città Futura који је издавао Савез италијанске комунистичке омладине (Federazione Giovanile Comunista Italiana) а уређивао Луиђи Бернарди.
Године 1982. створио је новог лика: Макса Фридмана, бившег тајног агента који се уплео у политичке борбе 30-их година 20. века. Његова прва авантура, „Мађарска рапсодија“, која је излазила у наставцима у прва четири броја часописа Orient Express, довела је Ђардина у центар пажње међународне стрип сцене. Авантуре Макса Фридмана објављене су у 18 земаља. За овај стрип Ђардино је награђен, између осталог, наградама стрип фестивала у Луки „Жути деран“ и Бриселу „Сен Мишел“.
Почевши од 1984. Ђардино је за италијански часопис Comic Art објављивао низ једностраничних стрипских прича о привлачној девојци која сања еротичне снове. Инспирисан „Малим Немом“ Винзора Макеја назвао ју је Мали его.
Године 1991. Ђордано је за часопис Il Grifo створио новог лика, Јонаса Финка, младог Јеврејина из Прага 50-их. Јонасовог оца хапси комунистичка полиција, а он и његова мајка суочавају се са дискриминаторским и угњетавачким режимом Јосифа Стаљина. Приче о Јонасу обједињене су у књизи „Јеврејин у комунистичком Прагу“, која је у Ангулему награђена Алфредовом наградом за најбоље инострано дело 1995. и у Сан Дијегу Харвијевом наградом 1999.
У погледу цртања Ђардино практикује француски стил ligne claire, а у погледу писања угледа се на „озбиљне“ (hard boiled) писце шпијунских романа попут Дашијела Хамета и Џона ле Кареа.

## Дела
- Pax Romana (1978)
- Da territori sconosciuti (1978)
- Ritorno felice (1978)
- La Predella di Urbino (1978)
- Encomiendero (1978)
- Un cattivo affare (1978)
- Sam Pezzo: Piombo di mancia (1979)
- Sam Pezzo: Nessuno ti rimpiangerà (1979)
- Sam Pezzo: Risveglio amaro (1980)
- Sam Pezzo: La trappola (1979)
- Sam Pezzo: Merry Christmas (1980)
- Sam Pezzo: L'ultimo colpo (1980)
- Sam Pezzo: Juke box (1981)
- Max Fridman: Rapsodia Ungherese (1982)
- Sam Pezzo: Shit City (1982)
- Sam Pezzo: Nightlife (1983)
- L'ultimatum (1983)
- C'era una volta in America (1984)
- A Carnevale... (1984)
- Circus (1984)
- A Nord-Est di Bamba Issa (1984)
- Max Fridman: La Porta d'Oriente (1985)
- Little Ego (1985-1989)
- Umido e Lontano (1987)
- Sotto falso nome (1987)
- Candidi segreti (1988)
- Safari (1988)
- Fuori stagione (1988)
- Quel brivido sottile (1988)
- Il ritrovamento di Paride (1988)
- Little Ego: Beduini (1989)
- La terza verità (1990)
- Jonas Fink: L'infanzia (1991)
- Vecchie volpi (1993)
- La rotta dei sogni (1993)
- Troppo onore (1993)
- Restauri (1992)
- Il maestro
- Isola del mito (2000)
- Jonas Fink: L'adolescenza (1998)
- Max Fridman: No Pasaràn (1999)
- Max Fridman: Rio de Sangre (2002)
- Max Fridman: Sin ilusión (2008)
- Jonas Fink. Una vita sospesa (2018)[1]